# Новая Дуброва (Вологодская область)
Новая Дуброва — упразднённая деревня в Нюксенском районе Вологодской области.
Входит в состав Городищенского сельского поселения (с 1 января 2006 года по 8 апреля 2009 года входила в Брусноволовское сельское поселение), с точки зрения административно-территориального деления — в Брусноволовский сельсовет.
Расстояние до районного центра Нюксеницы по автодороге — 51,5 км, до центра муниципального образования Городищны по прямой — 13 км. Ближайшие населённые пункты — Кокуево, Дор, Брусноволовский Погост.
По данным переписи в 2002 году постоянного населения не было.
Упразднена 2 мая 2020 года.